# Lacosoma medalla
Lacosoma medalla is een vlinder uit de familie van de Mimallonidae. De wetenschappelijke naam van de soort is voor het eerst geldig gepubliceerd in 1913 door Dyar.